# ANZAC-híd
Az ANZAC-híd Ausztráliában, Sydney-ben található függőhíd, amely a Johnstons-öböl felett húzódik Pyrmont és Rozelle kerületek között, Sydney belvárosának közvetlen közelében. A híd a Sydney belvárosa és a nyugati, illetve északi elővárosok közötti gyorsforgalmi út része.
Az ANZAC-híd a leghosszabb függőhíd Ausztráliában és a leghosszabbak között van a világon. A híd szélessége 32,2 méter, teljes hossza 805 méter, a két támasz közötti legnagyobb nyílás 345 méter hosszú. A vasbeton hídpillérek 120 méter magasak és kábelek rögzítik a hídfelületet. A tartókábeleken a híd átadása után vibrációk keletkeztek, amit később vékonyabb stabilizálókábelek felszerelésével sikerült leküzdeni.

## A híd története

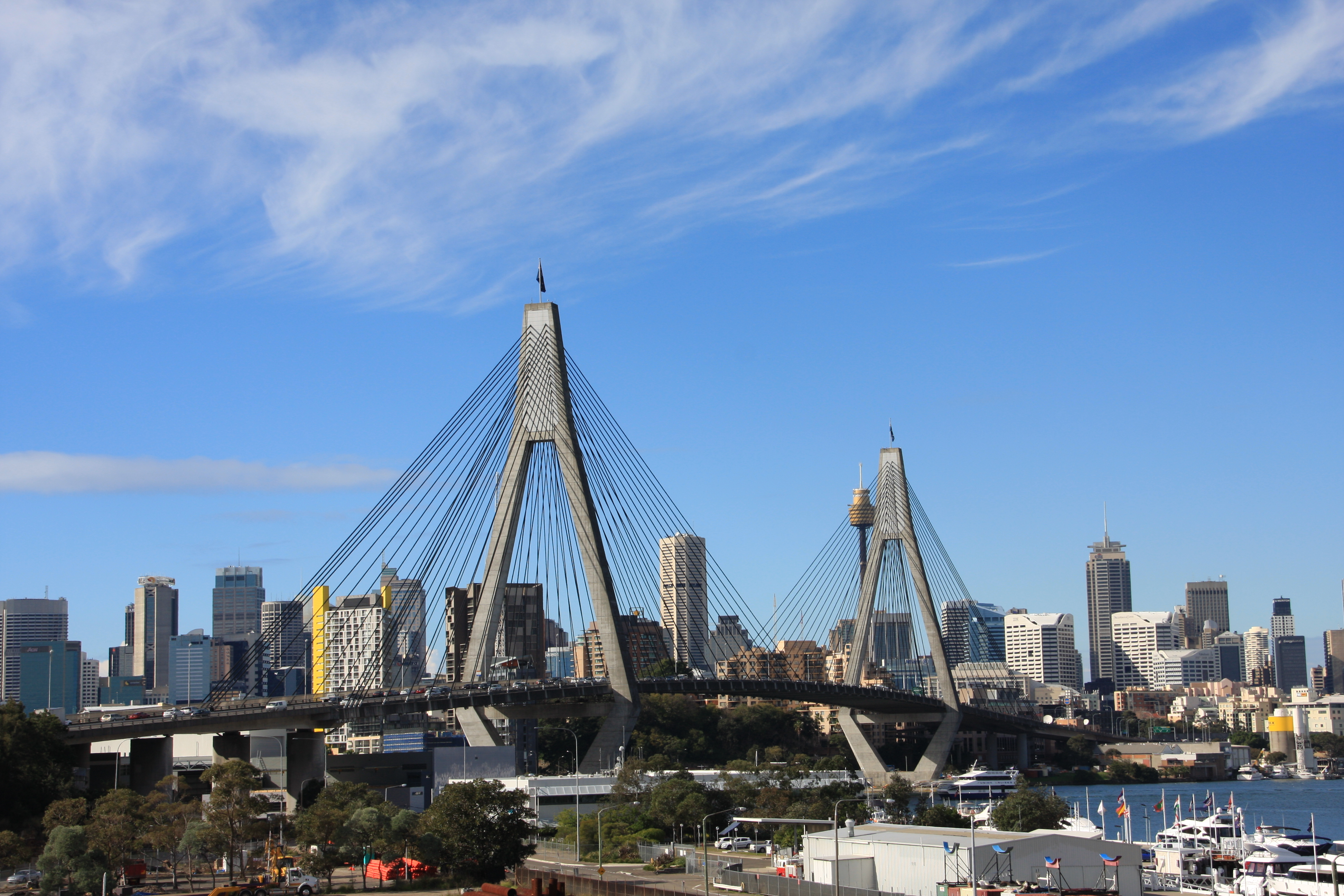
Az Anzac Bridge Sydney belvárosa felől

A híd jelenlegi helyén üzemelt 1901 óta a Glebe Island Bridge, amely egy elektromos működésű felnyitható híd volt. A város fejlődésével azonban egyre nagyobb problémát jelentett, hogy a hajók áthaladásának biztosítása érdekében fel kell nyitni a hidat és az egyre forgalmasabb úton meg kell állítani a forgalmat.
Az új hidat 1995. december 3-án adták át és kezdetben túlzásnak tűnt az autóforgalom számára kialakított 7 sáv. Azonban a forgalom növekedése meghaladta a várakozásokat is, és 2005-ben a hídon 2x4 sávot alakítottak ki az autósoknak. A híd északi oldalán gyalogosok és kerékpárosok számára kialakított út található, kb. 30-40 perces sétával át lehet érni a hídon.
A híd jelenlegi nevét 1998-ban kapta az első világháborúban létrehozott Ausztrál és Új-Zélandi Hadtest (Australia and New-Zealand Army Corps, ANZAC) katonáinak emlékére. A keleti tartóoszlopon egy ausztrál, a nyugatin egy új-zélandi zászlót húztak fel, míg a nyugati hídfő közelében egy bronzból készült szobor emlékeztet az ANZAC katonáira (2000-ben avatták fel). 2008. április 27-én az eredeti (ausztrál) katonát ábrázoló szobor közelében felavattak egy új-zélandi katonát ábrázoló szobrot is

## Képek

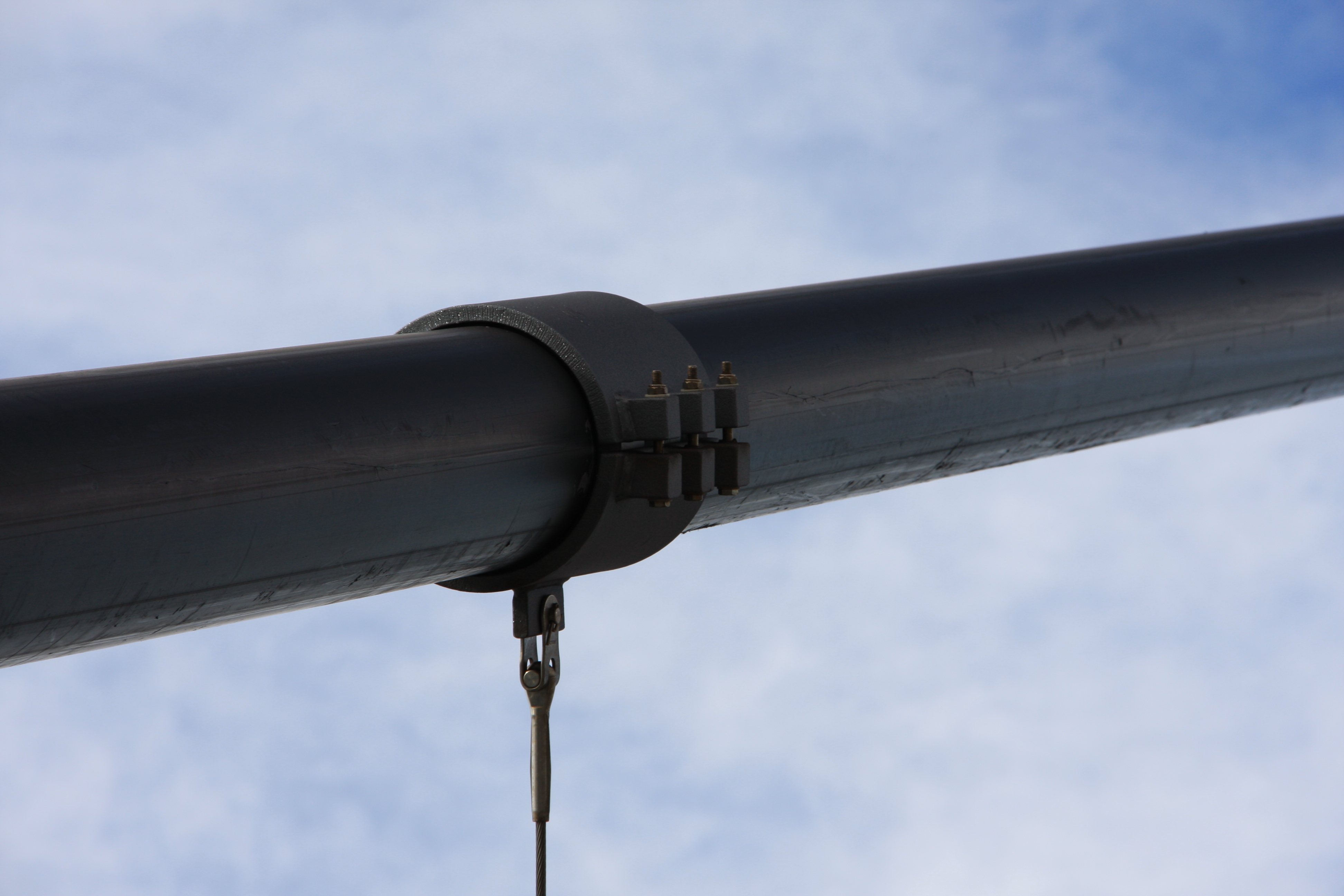
A vibrálás ellen beépített stabilizálókábelek
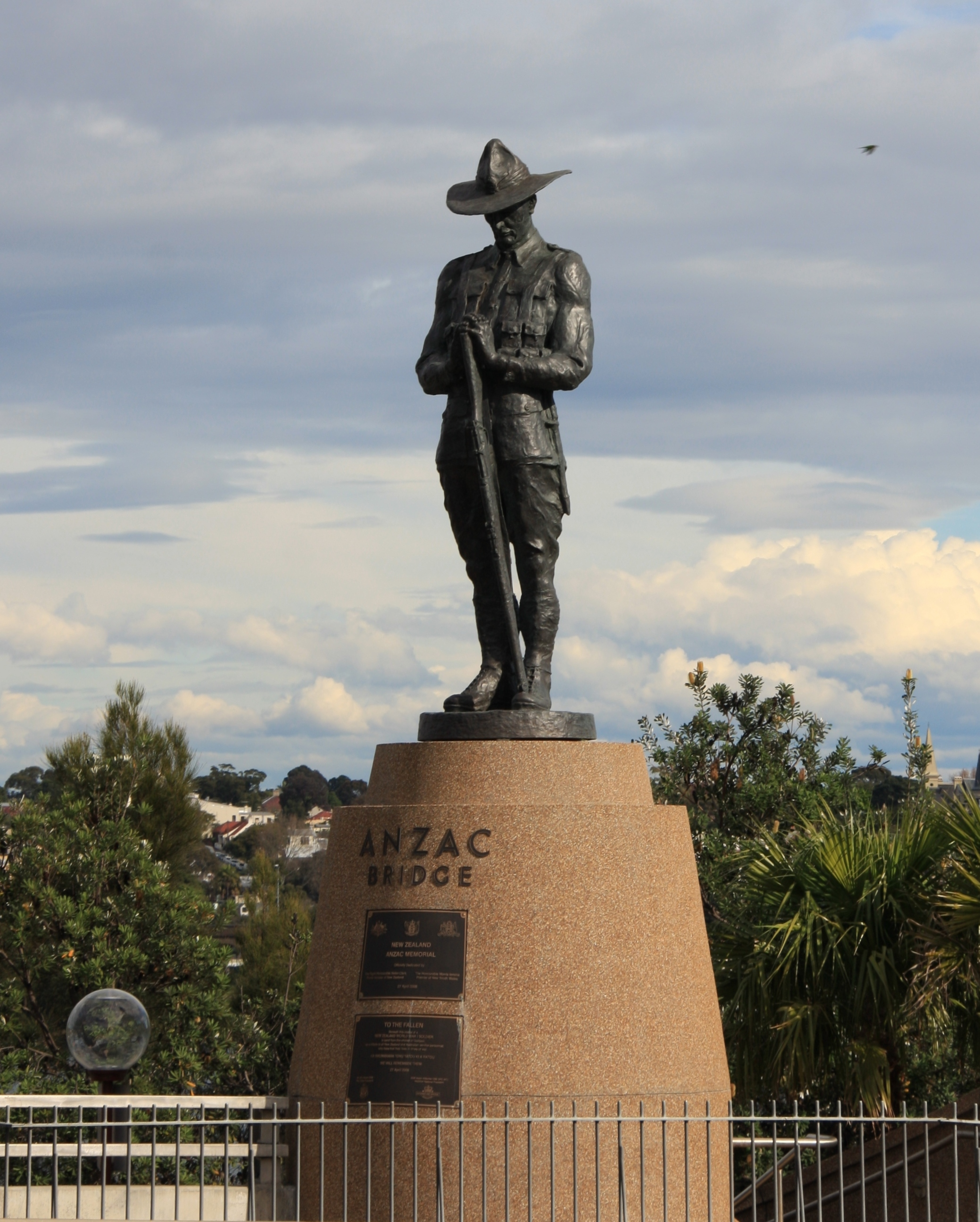
A híd délnyugati oldalán található ANZAC-emlékmű
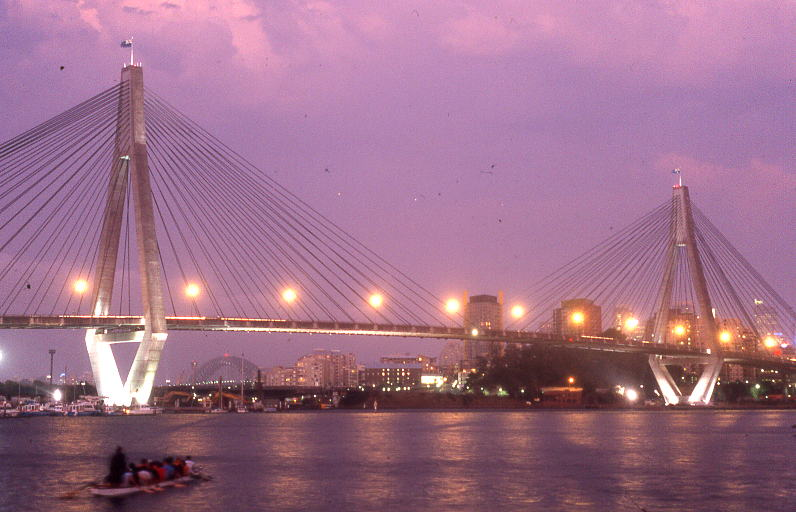
A híd alkonyatkor

## Lásd még
- ANZAC-öböl

## Fordítás
Ez a szócikk részben vagy egészben  az   ANZAC Bridge című angol Wikipédia-szócikk fordításán alapul.  Az eredeti cikk szerkesztőit annak laptörténete sorolja fel. Ez a jelzés csupán a megfogalmazás eredetét és a szerzői jogokat jelzi, nem szolgál a cikkben szereplő információk forrásmegjelöléseként.

## Külső hivatkozások
- A híd leírása és építésének története, fotókkal.
- A hídon elhelyezett webkamera Archiválva 2013. augusztus 21-i dátummal a Wayback Machine-ben